# G-Cans

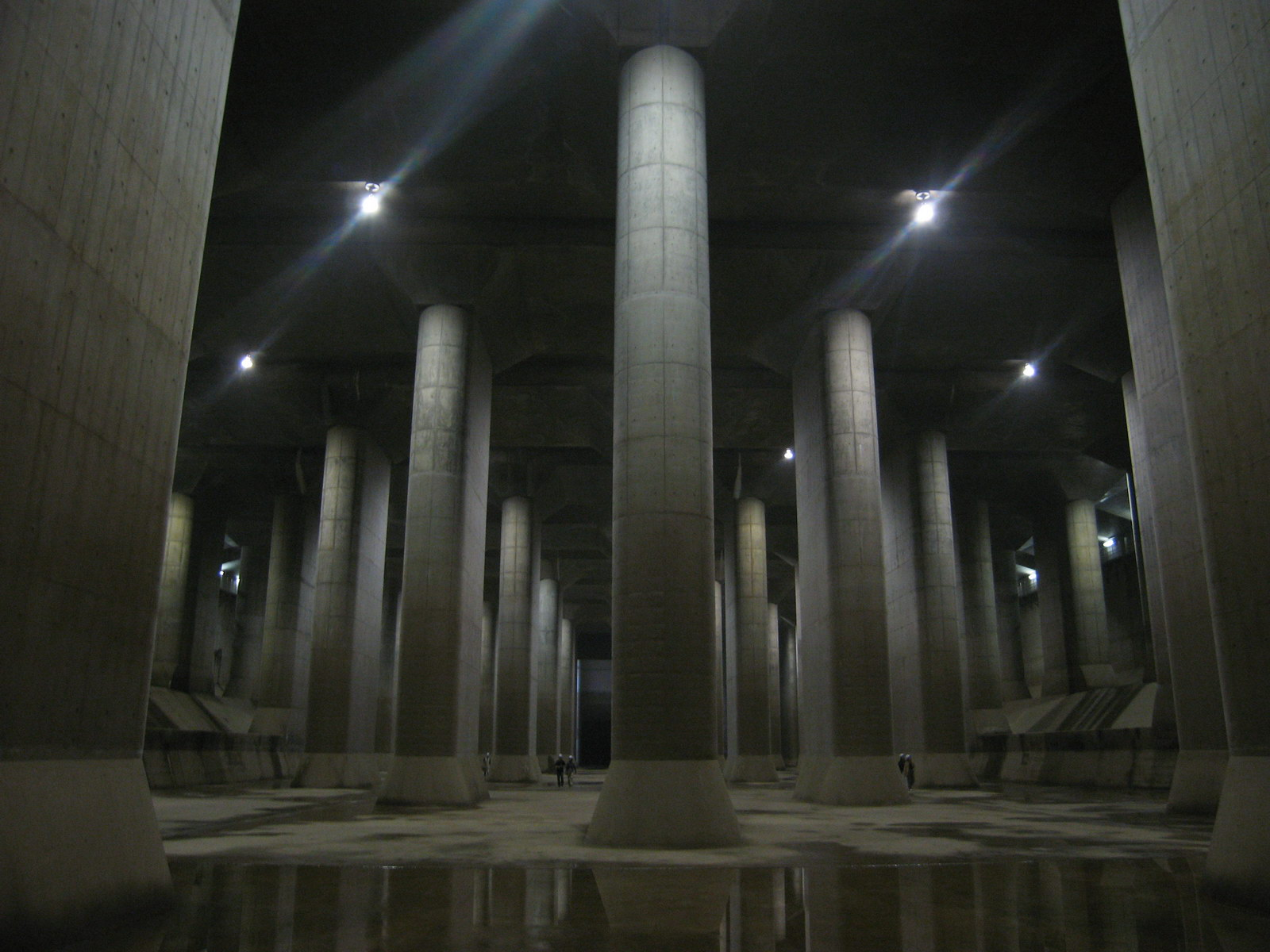
G-Cans stora reservoar

Shutoken gaikaku hōsuiro, (首都圏外郭放水路), även känd på engelska som Metropolitan Area Outer Underground Discharge Channel eller G-Cans Project, är ett underjordiskt infrastrukturprojekt beläget i  Kasukabe 30 kilometer norr om centrala Tokyo. Det är världens största anläggning för avledning av regnvatten som annars kunde leda till översvämningar under regn- och tyfonsäsongen.
Arbetet påbörjades 1992 av slutfördes i början av 2009, och strukturen består av fem 65 meter höga silos av betong som via flera kilometer tunnlar är sammanbundna med en underjordisk vattenreservoar. Systemet har ett utflöde i Edogawa-floden och kan med hjälp av ett system av pumpar tömmas på upp till 200 kubikmeter vatten i sekunden. 
Taket i den centrala vattenreservoaren bärs upp av pelare, vilket får interiören att påminna om ett tempel. Detta har använts i ett antal filmer och TV-produktioner, bland annat en reklamfilm för Land Rover.

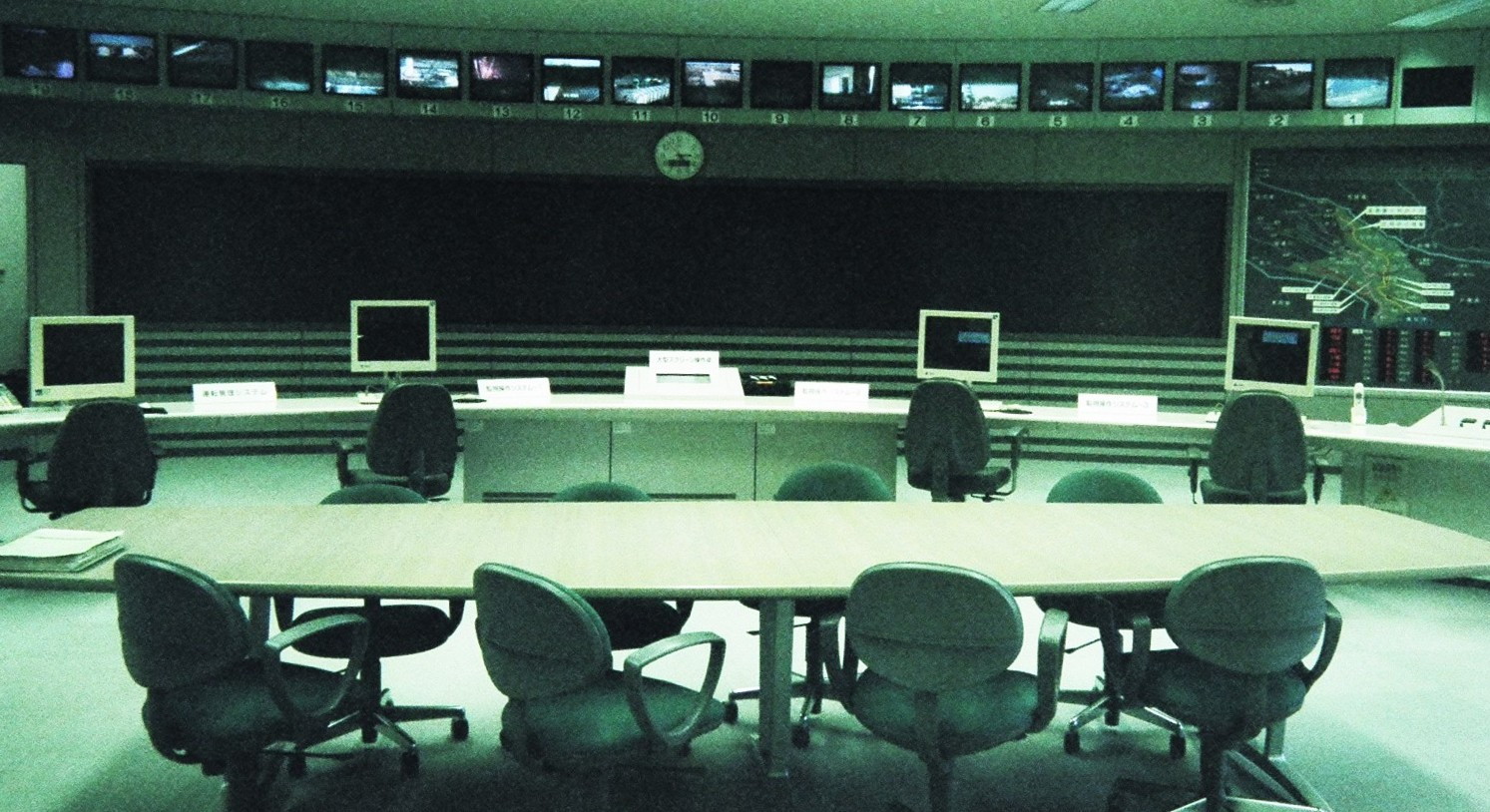
Anläggningens centrala kontrollrum